# ティモテー・ルワウ＝キャバロ
ティモテー・ルワウ＝キャバロ（Timothé Luwawu-Cabarrot, 1995年5月8日 - ）は、フランス・アルプ＝マリティーム県カンヌ出身のプロバスケットボール選手。リーガACBのサスキ・バスコニアに所属している。ポジションはシューティングガードまたはスモールフォワード。

## 経歴
2012年に国内リーグのオリンピック・アンティーブに入団し、2014年1月にトップチームデビュー。2014-15シーズンを平均7.1得点2.5 リバウンド 1.6 アシスト 1.1 スティールという成績を記録したルワウは、2015年のNBAドラフトにエントリーする予定だったが回避。2015年7月、セルビアリーグのKKメガバスケットと契約。2015-16シーズンのリーグカップ優勝を経験し、ABAリーグでは平均14.6得点 4.8リバウンド 2.8アシスト 1.7 スティールという成績を残したルワウは、改めて2016年のNBAドラフトにエントリーを表明。

### フィラデルフィア・76ers(2016-2018)
迎えたドラフトでは全体24位でフィラデルフィア・76ersから指名された。

### オクラホマシティ・サンダー(2018-2019)
2018年7月25日、アトランタ・ホークスが絡んだ3チーム間トレードでオクラホマシティ・サンダーに放出された。

### シカゴ・ブルズ(2019)
2019年2月1日、プロテクト付き2020年のドラフト2巡目指名権とのトレードでシカゴ・ブルズへ放出された。

### ブルックリン・ネッツ(2019-2021)
2019年9月30日、クリーブランド・キャバリアーズのトレーニングキャンプ契約を結んだが、プレシーズン2試合に出場した後解雇された。
2019年10月23日、ブルックリン・ネッツとツーウェイ契約を結んだ。2020年1月15日には10日間契約を結び、1月25日に2度目の10日間契約を交わした。2月7日にネッツと複数年契約に合意した。

### アトランタ・ホークス(2021-2022)
2021年9月22日、アトランタ・ホークスと1年間の無保証契約を結んだ。

### オリンピア・ミラノ(2022-)
2022年11月19日、ユーロリーグとレガ・バスケット・セリエAに所属するオリンピア・ミラノと契約を結んだ。

### アスヴェル・バスケット(2023-2024)
2023年8月4日、ユーロリーグとLNBプロAに所属するアスヴェル・バスケットへの加入が発表された。

### サスキ・バスコニア(2024-)
2024年6月13日、ユーロリーグとリーガACBに所属するサスキ・バスコニアへ2年契約で加入することが発表された。

## フランス代表
2014年にU-20のフランス代表に招集され、2015年のFIBA欧州選手権では準決勝進出に貢献した。 
2020年東京オリンピック、ユーロバスケット2022にも出場している。 

## 個人成績

### NBA

#### レギュラーシーズン
| シーズン | チーム | GP  | GS | MPG  | FG%  | 3P%  | FT%  | RPG | APG | SPG | BPG | PPG |
| -------- | ------ | --- | -- | ---- | ---- | ---- | ---- | --- | --- | --- | --- | --- |
| 2016–17  | PHI    | 68  | 19 | 17.2 | .402 | .311 | .854 | 2.2 | 1.1 | .5  | .1  | 6.4 |
| 2017–18  | PHI    | 52  | 7  | 15.5 | .375 | .335 | .793 | 1.4 | 1.0 | .2  | .1  | 5.8 |
| 2018–19  | OKC    | 21  | 1  | 5.9  | .302 | .227 | .667 | .9  | .2  | .2  | .0  | 1.7 |
| 2018–19  | CHI    | 29  | 6  | 18.8 | .394 | .330 | .771 | 2.7 | .8  | .5  | .2  | 6.8 |
| 2019–20  | BKN    | 47  | 2  | 18.1 | .435 | .388 | .852 | 2.7 | .6  | .4  | .1  | 7.8 |
| 2020–21  | BKN    | 58  | 7  | 18.1 | .365 | .314 | .814 | 2.2 | 1.2 | .6  | .1  | 6.4 |
| 2021–22  | ATL    | 52  | 18 | 13.2 | .398 | .361 | .854 | 1.6 | .8  | .3  | .1  | 4.4 |
| 通算     | 通算   | 328 | 60 | 16.0 | .391 | .335 | .829 | 2.0 | .9  | .4  | .1  | 5.9 |

#### プレーオフ
| シーズン | チーム | GP | GS | MPG  | FG%  | 3P%  | FT%  | RPG | APG | SPG | BPG | PPG  |
| -------- | ------ | -- | -- | ---- | ---- | ---- | ---- | --- | --- | --- | --- | ---- |
| 2020     | BKN    | 4  | 3  | 32.8 | .339 | .333 | .917 | 3.8 | 1.5 | .8  | .0  | 16.0 |
| 2021     | BKN    | 7  | 0  | 3.6  | .300 | .333 | ---  | .4  | .3  | .0  | .0  | 1.1  |
| 2022     | ATL    | 4  | 0  | 5.5  | .500 | .333 | ---  | .8  | .5  | .0  | .0  | 1.3  |
| 通算     | 通算   | 15 | 3  | 11.9 | .342 | .333 | .917 | 1.4 | .7  | .2  | .0  | 5.1  |

### ユーロリーグ
| シーズン | チーム                 | GP | GS | MPG  | FG%  | 3P%  | FT%  | RPG | APG | SPG | BPG | PPG  | PIR  |
| -------- | ---------------------- | -- | -- | ---- | ---- | ---- | ---- | --- | --- | --- | --- | ---- | ---- |
| 2022–23  | オリンピア・ミラノ     | 24 | 17 | 21.5 | .446 | .333 | .824 | 2.6 | 1.1 | .6  | .1  | 9.4  | 6.0  |
| 2023–24  | アスヴェル・バスケット | 28 | 20 | 28.1 | .467 | .376 | .830 | 3.4 | 2.3 | 1.1 | .1  | 13.0 | 11.1 |
| 通算     | 通算                   | 52 | 37 | 25.0 | .458 | .358 | .828 | 3.0 | 1.7 | .9  | .1  | 11.3 | 8.7  |